# دوو لگانزا
دوو لگانزا (به انگلیسی: Daewoo Leganza) با کُد وی۱۰۰ خودرویی است که توسط دوو موتورز کره جنوبی در یک نسل و در سال‌های ۱۹۹۷ تا ۲۰۰۲ (کره جنوبی)، ۱۹۹۷ تا ۲۰۰۸ (مصر) در بوپیونگ-یوی کره جنوبی، قاهره‌ی مصر، زاپروژیای اوکراین و ورشوی لهستان تولید شده‌است.
این خودرو در کلاس خودرو سایز متوسط قرار گرفته، ۴ در و گنجایش حداکثر ۵ سرنشین را دارد و طراحی آن موتور جلو-محور جلو بوده است. سیستم جعبه‌دندهٔ آن ۴ دندهٔ خودکار و ۵ دندهٔ دستی است.
لگانزا پس از توقف تولید جای خود را به دوو مگنوس (وی۲۰۰) داد که از پلت‌فرم بزرگ‌تر شدهٔ همین خودرو استفاده می‌کرد. نام لگانزا از ترکیب دو واژهٔ ایتالیایی elegante (ظرافت) و forza (قدرت) به‌دست آمده‌است.